# كليمنت فابر
كليمنت فابر (بالفرنسية: Clément Fabre)‏ (19 مايو 1989 روديز فرنسا - ) هو لاعب كرة قدم فرنسي يلعب كمدافع.

## وصلات خارجية
كليمنت فابر على موقع قاعدة بيانات كرة القدم.إي يو (الإنجليزية)
- كليمنت فابر على موقع Soccerway.com (الإنجليزية)